# Albano Janku
Albano Janku (Tirana, 1967. augusztus 13. –) albán nemzetközi labdarúgó-játékvezető.

## Pályafutása

### Nemzeti játékvezetés
Játékvezetésből Tiranában vizsgázott. Vizsgáját követően a Tiranai Labdarúgó-szövetsége által üzemeltetett labdarúgó bajnokságokban kezdte sportszolgálatát. Az Albán Labdarúgó-szövetség (FSHF) Játékvezető Bizottságának (JB) minősítésével 2000-től az Kategoria Superiore játékvezetője. Küldési gyakorlat szerint rendszeres 4. bírói szolgálatot is végzett. A nemzeti játékvezetéstől 2010-ben visszavonult.

#### Nemzeti kupamérkőzések
Vezetett kupadöntők száma: 2.

##### Albán labdarúgó-szuperkupa
| Időpont             | Helyszín                        | Mérkőzés típusa   | Mérkőzés                  | Eredmény | Nézők száma |
| ------------------- | ------------------------------- | ----------------- | ------------------------- | -------- | ----------- |
| 2005. május 11.     | Ruzhdi Bizhuta Stadion, Elbasan | döntő 1. mérkőzés | KS Teuta Durrës–KF Tirana | 0 – 0    |             |
| 2005. augusztus 21. | Qemal Stafa Stadion, Tirana     | döntő 2. mérkőzés | KF Tirana–KS Teuta Durrës | 0 – 0    | 3500        |

### Nemzetközi játékvezetés
Az Albán labdarúgó-szövetség JB terjesztette fel nemzetközi játékvezetőnek, a Nemzetközi Labdarúgó-szövetség (FIFA) 2002-től tartotta nyilván bírói keretében. A FIFA JB központi nyelvei közül az angolt beszéli. Az UEFA JB besorolás szerint 4. kategóriás bíró. Több nemzetek közötti válogatott, valamint UEFA-kupa, Intertotó-kupa és Európa-liga klubmérkőzést vezetett. Az albán nemzetközi játékvezetők rangsorában, a világbajnokság-Európa-bajnokság sorrendjében többedmagával a 4. helyet foglalja el 1 találkozó szolgálatával. Az aktív nemzetközi játékvezetéstől 2010-ben búcsúzott. Válogatott mérkőzéseinek száma: 2.

#### Labdarúgó-Európa-bajnokság
A 2008-as labdarúgó-Európa-bajnokságon az UEFA JB játékvezetőként foglalkoztatta.
| Időpont             | Helyszín                     | Mérkőzés típusa           | Mérkőzés          | Eredmény | Nézők száma |
| ------------------- | ---------------------------- | ------------------------- | ----------------- | -------- | ----------- |
| 2007. augusztus 22. | Olimpiai Stadion, Serravalle | előselejtező (D. csoport) | San Marino–Ciprus | 0 – 1    | 552         |

#### Nemzetközi kupamérkőzések

##### UEFA-kupa
| Időpont            | Helyszín                           | Mérkőzés típusa       | Mérkőzés                 | Eredmény | Nézők száma |
| ------------------ | ---------------------------------- | --------------------- | ------------------------ | -------- | ----------- |
| 12003. október 28. | Oláh Gábor utcai stadion, Debrecen | előselejtező (1. kör) | Debreceni VSC–FK Ekranas | 2 – 1    |             |

##### Európa-liga
| Időpont         | Helyszín                         | Mérkőzés típusa       | Mérkőzés                                 | Eredmény |
| --------------- | -------------------------------- | --------------------- | ---------------------------------------- | -------- |
| 2009. július 2. | Rohonci úti stadion, Szombathely | előselejtező (1. kör) | Szombathelyi Haladás–Jertisz Pavlodar FK | 1 – 0    |